# Neverware
Neverware（ネヴァーウェア）とはベンチャー支援テクノロジー企業で、古いパーソナルコンピュータ (PC) を新型並みに蘇らせるサービスを提供している。2015年2月に、GoogleのオープンソースオペレーティングシステムであるChromiumで構築したオペレーティングシステムのCloudReadyを公開、CloudReadyは古いPCをChromebook並みのパフォーマンスで動作できるようにしていて、Chromeのインストールにより明確な管轄ができるGoogle Adminコンソールとして管理できる。CEOであるジョナサン・ヘフターと教育に詳しい関係者によって設立され、本社はマンハッタンのフラットアイアン・ディストリクトにある。
2020年12月15日にGoogleにより買収され、NeverwareとCloudReadyはChrome OSのチームに加わった。

## 歴史

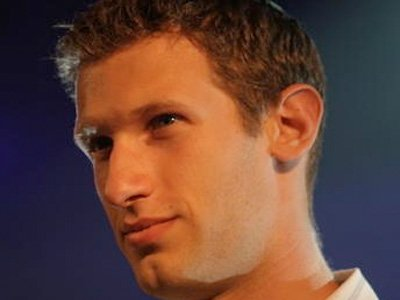
創業者兼CEOのジョナサン・ヘフター

2009年にヘフターはペンシルベニア大学ウォートン・スクール卒業後に自社の中核技術の開発を始めた。2010年5月、ドッグパッチ・ラブズ(Dogpatch Labs)がマンハッタンのインキュベータ成功のためにヘフターを招聘し、2011年初頭にNeverwareとして正式に改組し、ジェネラル・アセンブリーズ・マンハッタンに移転し業務を開始した。
パイロットプログラムの成功後、2013年1月にNeverwareはニューヨーク市外でもサービス提供を開始した。2015年にテキサス州で開催されたTCEAカンファレンスで企業の全国進出を示す目的でCloudReadyをお披露目、教育関連のブロガーに一週間の間取り上げられた。

## 技術
最初にリリースした商品であるPCReadyとはJuiceboxと呼ばれる独自のサーバーコンピュータに対応した商品で、特殊なバーチャルマシンであるシンクライアントを実現する。ローカルに設置されているJuiceboxは全てのタスクの演算を処理し、ユーザーのコンピュータには1つのタスクの表示と入力のみを委ねている。これはNeverwareの中核的ビジネスモデルで、古くて枯れた技術にフル機能を提供できるようになっている
現モデルのJuiceboxは教育環境に特化するように設計されていて、同等のエンタープライズサービスと比べて価格を抑えたソリューションを提供している。
2番目の商品であるCloudReadyというオペレーティングシステムはクラウドでGoogleを利用する。GoogleのオープンソースオペレーティングシステムであるChromiumで構築しており、教育機関や地域でGoogle Apps for Educationを活用して既存のハードウェアインフラストラクチャを今もなお現役として最大限に活用できるようにしている。またChromebooksのようなGoogle Adminコンソールの下で管理されるOSが動作するマシンであることで他の活用方法と区別される。これにより地域で必要とするコントロールやセキュリティの機能が利用可能になるだけでなく、今あるコンピュータを廃棄しないための有効な手段になっている。

## サービス
PCReadyはJuiceboxのフルインストールとセットアップが含まれ、継続的なシステムメンテナンスとサポートが受けられる。
CloudReadyはUSBでの1回だけのインストールで使用できる。

## 投資
コースラ・ベンチャーズ、GRPパートナーズ、スライヴ・キャピタル、ゼネラル・カタリスト・パートナーズ、コラボレーティブ・ファンド、ニハール・メータが投資している。2014年10月にレシンク・エデュケーション(Rethink Education)が主要株主になった。

## 受賞と注目
Neverwareは若き創業者、注目すべき根拠、計画された実行可能性でメディアで取り上げられている。また、古くなったハードウェアの寿命を伸ばすことで電気電子機器廃棄物を減らすことができることが賞賛されている。またForbes.com、ニューヨーク・タイムズTechCrunch、The Verge、Engadget、The MIT Technology Reviewでも取り上げられた。
- 25 Hot New York City Start Upsに選出[8]。

- 創業者が20 Hot Young Stars in New York Techに選出[23]。

- 創業者がフォーブスの2012 Up-and Comersに選出[19]。

- 2013年、13 Promising East Coast Tech Startups to Watchの一社として選出[24]。